# Carolina-doosschildpad
De Carolina-doosschildpad (Terrapene carolina carolina) is een schildpad uit de familie van de moerasschildpadden (Emydidae).
Het is een van de drie ondersoorten van de gewone doosschildpad (Terrapene carolina). De ondersoort werd vermeld door Carl Linnaeus in de tiende druk van zijn Systema naturae uit 1758. De Carolina-doosschildpad komt voor in het grootste deel van Noord-Amerika en in grote delen van Mexico.
De schildlengte bedraagt ongeveer vijftien centimeter en de breedte is tot tien cm. Het donkere schild is zowel voorzien van gele vlekken als strepen. De achterpoten dragen altijd vier tenen.
1. ↑  (en) Carolina-doosschildpad op de IUCN Red List of Threatened Species.